# Çeremi
Çeremi – wieś położona w południowo-wschodniej części Albanii w gminie Margegaj. Wieś znajduje się 130 kilometrów od stolicy państwa, Tirany.